# Syed Shahnawaz Hussain
Syed Shahnawaz Hussain est un homme politique indien et un ancien ministre du cabinet du gouvernement Atal Bihari Vajpayee. Actuellement, il est le porte-parole national de BJP.